# Pindaré-Mirim
Pindaré-Mirim là một đô thị thuộc bang Maranhão, Brasil. Đô thị này có diện tích 238,542 km², dân số năm 2007 là 30775 người, mật độ 129,01 người/km².